# トゥーギア県

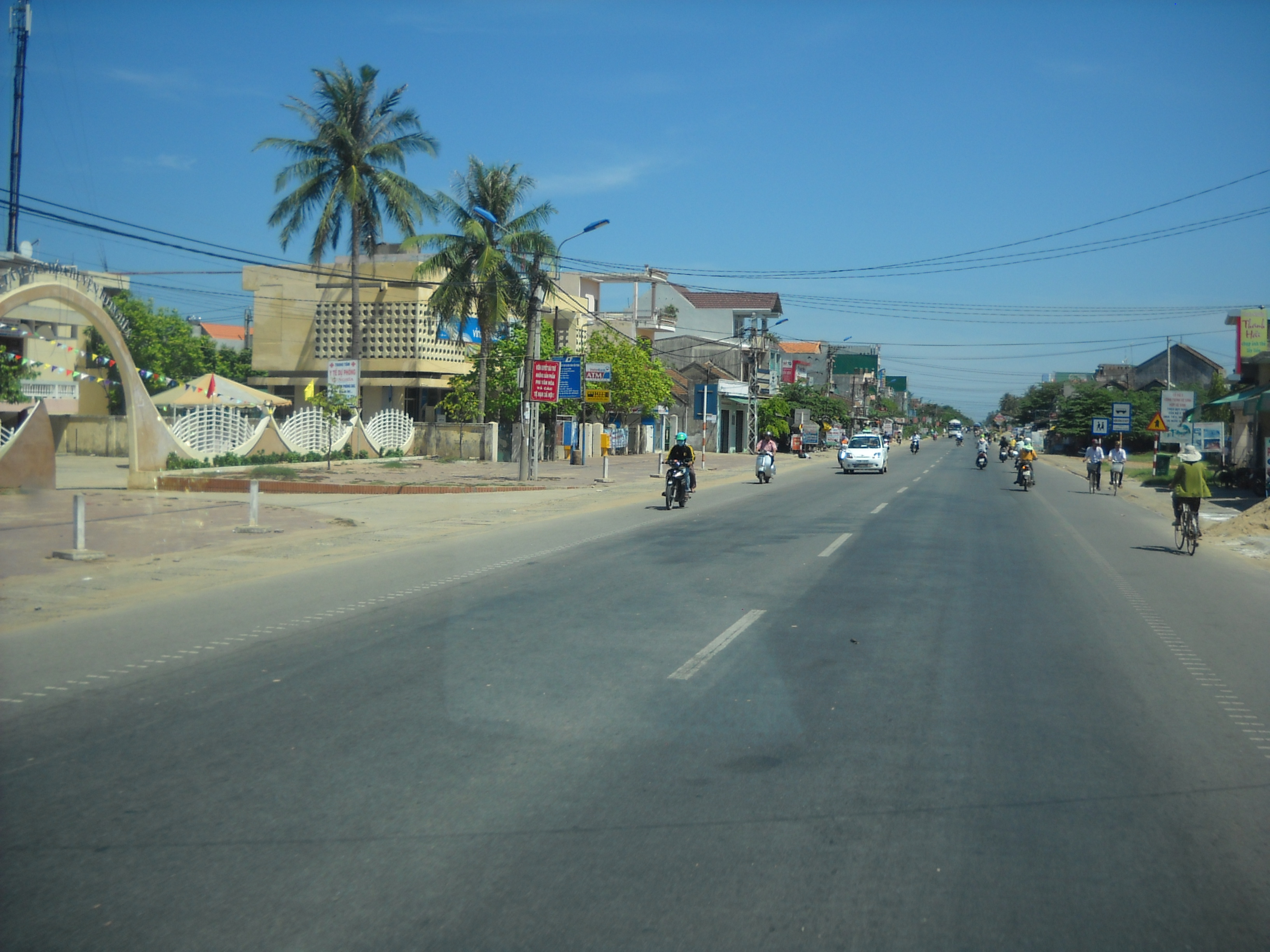

トゥーギア県（トゥーギアけん、ベトナム語：Huyện Tư Nghĩa / 縣思義?）は、ベトナム社会主義共和国クアンガイ省の県。面積は205.36.km²、人口は137,000人（2018年）である。

## 行政区画
2市鎮13社から構成される。